# Аттіліо Валобра
Аттіліо Валобра (італ. Attilio Valobra, 31 жовтня 1892, Турин — 24 серпня 1953, Турин) — італійський футболіст, що грав на позиції півзахисника.

## Клубна кар'єра
На клубному рівні грав за низку туринських команд — спочатку за «Ювентус», згодом за «П'ємонте», а з 1911 року — за «Торіно». За останню команду з перервою, пов'язаною із перериванням футбольних змагань у період Першої світової війни, грав до 1924 року.

## Виступи за збірну
1913 року провів свою єдину офіційну гру у складі національної збірної Італії.
Помер 24 серпня 1953 року на 61-му році життя в Турині.
| Дата      | Місто  | Господарі | Результат | Гості  | Турнір           | Голи | Примітки |
| --------- | ------ | --------- | --------- | ------ | ---------------- | ---- | -------- |
| 15-6-1913 | Відень | Австрія   | 2 – 0     | Італія | товариський матч | -    |          |
| Усього    |        | Матчів    | 1         |        | Голів            | 0    |          |